# NBA 2K1
《NBA 2K1》是一款由Visual Concepts公司制作、Sega Sports发行的篮球类电子游戏。本游戏于2000年11月1日首先发行。游戏在世嘉Dreamcast发行。本游戏是NBA 2K的第2作。
与前作比较，本游戏新加入联赛和街头比赛等。
游戏收到普遍赞誉的评价。在日本，《Fami通》给予本游戏30/40的分数。